# ヒンドゥー教徒
ヒンドゥー教徒とは、ヒンドゥー教に関して文化的、民族的、または宗教的に従う人を指す。歴史的には、インド亜大陸の人々を地理的、文化的、そして後には宗教的に識別するために使用されてきた。

ヒンドゥーという言葉の歴史的意味は時とともに進化してきた。ペルシャとギリシャが西暦前1千年のインダス地域に言及したことから始まった。ヒンドゥーと言う用語は、インド亜大陸のシンドゥ（インダス）川周辺及びそれを超える地域に住んでいる人々を地理的、民族的、また文化的に識別する意味を持つ。16世紀以降は、トルコ人やムスリム以外のインド亜大陸に住む人々のことを指すようになった。

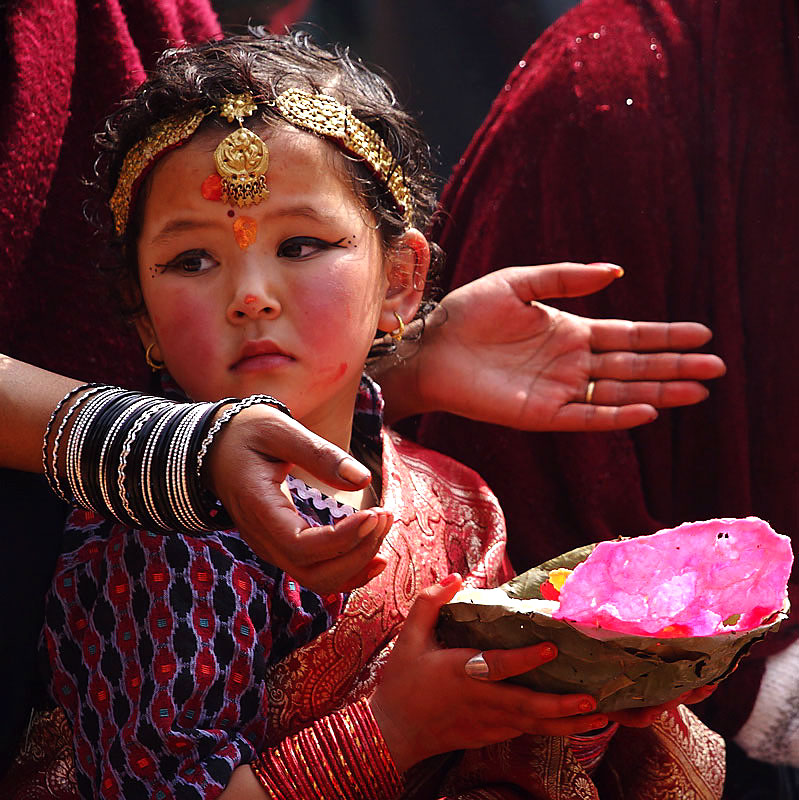
伝統的な衣装をまとったヒンドゥー教徒の子供

## 概要
多数の言語を話す人々に信仰されている
ヒンドゥー教の聖典「ヴェーダ」は古代の言語サンスクリットの起源ヴェーダ語で書かれている。しかし現在のインド人はサンスクリット語ではなく、各地の言語で生活しており、インドは多言語国家である。インド憲法で公式に認められた公用語は23言語、他に準公用語の英語がある。例えば世界遺産マハーバリプラムがあるタミル・ナードゥ州ではタミル語が使われ、隣のアーンドラ・プラデーシュ州（数多くの遺跡があるハイデラバードを州都とする）ではテルグ語が話されている。タミル語とテルグ語は言語も文字も違う。更にデリーの人はまた別の言葉ヒンディー語を話す。よってヒンドゥー教を「様々な言語を話す人々に信仰されている宗教である」ということも可能である。
アジア地域における信仰の広がり
インドでは人口の81.4%を占める8億2760万人、ネパールでは人口の過半数、バングラデシュでは人口の14%、スリランカは15%がヒンドゥー教徒である。インドネシアのバリ島では人口の約9割がバリ・ヒンドゥーと呼ばれる独自の習合宗教を奉じ、マレーシア、シンガポールにも相当数のインド系住民に信仰されている。世界全体での信者数を比較してみるとヒンドゥー教徒は仏教徒よりも多くなる。